# Malik Rose
Pour les articles homonymes, voir Rose.
Malik Rose, né le 23 novembre 1974 à Philadelphie en Pennsylvanie, est un ancien joueur américain de basket-ball. Il évolue aux postes d'ailier et d'ailier fort.

## Palmarès
- Champion NBA 1999 et 2003